# Эд-Дана
Эд-Дана (араб. الدانا‎) — город на северо-западе Сирии, расположенный на территории мухафазы Идлиб. Входит в состав района Харим. Является административным центром одноимённой нахии.

## История
В древности Эд-Дана была известна как арамейский город Аденну (Адинну). Аденну был первым городом северо-сирийского союза, захваченным ассирийским царём Салманасаром III во время похода 853 года до н. э.

## Географическое положение
Город находится в северной части мухафазы, вблизи государственной границы с Турцией, на высоте 508 метров над уровнем моря.

Эд-Дана расположена на расстоянии приблизительно 31 километра к северо-северо-востоку (NNE) от Идлиба, административного центра провинции, и на расстоянии 297 километров к северо-северо-востоку от Дамаска, столицы страны.

## Население
По данным официальной переписи 2004 года численность населения города составляла 14 208 человек (7344 мужчины и 6864 женщины).

## Достопримечательности
К северу от центра города расположены руины пирамидальной гробницы, хронологически относящейся к эпохи римского владычества в Сирии.